# 136 (число)
136 (сто тридцать шесть) — натуральное число, расположенное между числами 135 и 137. Оно не является простым числом, а относительно последовательности простых чисел расположено между 131 и 137.
- 136 день в году — 16 мая (в високосный год — 15 мая)

## В математике
- 16-е треугольное число. ↓120, ↑153  Также 136 является центрированным треугольным числом ↓109, ↑166  и центрированным девятиугольным числом ↓91, ↑190 .
- 136 является знаменателем в числе Эддингтона.
- У 136 в общей сложности 8 делителей, то есть оно является тау-числом. ↓132, ↑152
- 136 — сумма первых 16 натуральных чисел.
- Сумма кубов цифр числа равна 244, при этом сумма кубов цифр числа 244 равна 136.
- 136 является репдигитом в шестнадцатеричной системе счисления ↓119, ↑153
- 136 является чётным составным трёхзначным числом.
- Сумма цифр числа 136 — 10
- Произведение цифр этого числа — 18
- Квадрат числа 136 — 18496

## В других областях
- 136 год.
- 136 год до н. э.
- NGC 136 — рассеянное скопление в созвездии Кассиопея.
- 136-й отдельный моторизованный инженерный батальон — воинская часть в вооружённых силах СССР во время Великой Отечественной войны.
- 136-й отдельный лыжный батальон — воинское подразделение СССР в Великой Отечественной войне.
- 136-я стрелковая дивизия.
- 136-я стрелковая дивизия (3-го формирования).
- (136) Австрия — астероид из группы главного пояса.